# Aighton, Bailey and Chaigley
Aighton, Bailey and Chaigley è una parrocchia civile dell'Inghilterra, appartenente alla contea del Lancashire.